# Dūnīq
Dūnīq (persiska: دونیق) är en ort i Iran.   Den ligger i provinsen Östazarbaijan, i den nordvästra delen av landet, 400 km nordväst om huvudstaden Teheran. Dūnīq ligger 1 678 meter över havet och antalet invånare är 341.
Terrängen runt Dūnīq är varierad.Runt Dūnīq är det ganska tätbefolkat, med 62 invånare per kvadratkilometer. Närmaste större samhälle är Sarāb, 10,6 km nordväst om Dūnīq. Trakten runt Dūnīq består till största delen av jordbruksmark.